# Un peu... beaucoup... passionnément...
Albums de Mireille Mathieu
Mireille Mathieu chante Paul Anka « Toi et Moi »
(1979) Je vous aime
(1981)
Singles
1. Une femme amoureuse
Sortie : 1980

Un peu… beaucoup… passionnément… est le vingt-et-unième album francophone studio de la chanteuse française Mireille Mathieu sorti en 1980 sous le label Philips et distribué par Phonogram. Sur cet album se trouve l'un des titres les plus connus de la chanteuse, Une femme amoureuse, reprise d'un titre de la chanteuse américaine Barbra Streisand, Woman in Love.

## Chansons de l'album
- Face 1

1. Une femme amoureuse (Paroles : Eddy Marnay - Musique : Robin Gibb/Barry Gibb)
2. Viens chanter pour le bon Dieu (Charles Level - Jean Claudric)
3. Elle pense à lui (Didier Barbelivien - Didier Barbelivien)
4. Un enfant blond, un enfant brun (Jacqueline  Blot - Serge Prisset/Guy Marco)
5. Je ne suis que malheureuse (Pierre Delanoé/ Yves Dessca - Yves Dessca/Aldo Franck)

- Face 2

1. On l'appelait Chicano (Eddy Marnay - Harold Faltermeyer)
2. Maintenant ou jamais (Charles Level - Agustín Lara)[2]
3. Hello Taxi (Charles Level - Bruno Fontaine)
4. Jusqu'à Pearlydam (Charles Level - Thomas Tol)
5. Le canotier de Maurice Chevalier (Eddy Marnay - Raymond Bernard)

Les arrangements des chansons 1,2,4,5 de la face 1 et 2,3 de la face 2 sont signés Jean Claudric. 
Joachim Heider signe ceux des chansons 1 et 4 de la face 2, Tony Rallo ceux de Elle pense à lui (3ème de la face 1) et Raymond Bernard ceux de la dernière chanson de l'album.
Les photographies de l'album sont de Norman Parkinson.
Maintenant ou jamais devient en espagnol Solamente una vez.